# Casumo
Casumo är ett internetkasino som tillhandahåller spel genom sina produkter för datorer och mobila enheter. Casumo har sitt huvudkontor på Malta samt ytterligare kontor i Barcelona och Gibraltar. Casumo grundades 2012 och gick under sitt första år från 8 anställda till 34, vilket gjorde dem till det snabbast växande onlinespelföretaget. Bolaget har idag 250 medarbetare.

## Bakgrund
Casumo är licensierade att bedriva spelverksamhet av Malta Gaming Authority (MGA) och har sedan 2015 licens att bedriva sin verksamhet i Storbritannien av UK Gambling Commission.
I Musikhjälpen 2016 vann Casumo budgivningen om en reklamfilm med tv-profilerna Filip Hammar och Fredrik Wikingsson. Slutbudet på 3,4 miljoner kronor är det största auktionsresultatet i insamlingens historia.
Investerargruppen A Group of Friends (Agof) gjorde i februari 2018 en investering på 85 miljoner kronor i Casumo.

## Sponsorskap
Casumo sponsrar Wembley Arena där sport och eSport-evenemang anordnas. 

## Priser och utmärkelser
1. 2013 eGaming Review (EGR) Awards: Rising Star
2. 2014 eGaming Review (EGR Awards: Innovation in Casino [8]
3. 2015 eGaming Review (EGR) Awards: Innovation in Casino
4. 2015 eGaming Review (EGR) Awards: Mobile Casino Product of the Year
5. 2017 eGaming Review (EGR) Awards: Affiliate Program [9]
6. 2017 eGaming Review (EGR) Nordic Awards: Mobile Operator[10]
7. 2018 eGaming Review (EGR) Nordic Awards: Mobile Operator[11]
8. 2019 International Gaming Awards (IGA): Online Casino Operator[12]